# Tejido muscular
El tejido muscular está formado por células contráctiles llamadas miocitos. El miocito es una célula especializada que utiliza ATP (energía química) para generar movimiento gracias a la interacción de las proteínas contráctiles (actina y miosina). El tejido muscular corresponde aproximadamente el 40-50 % de la masa de los seres humanos y está especializado en la contracción, lo que permite que se muevan los seres vivos pertenecientes al reino animal. 
Las células musculares están altamente especializadas y reciben el nombre de fibra muscular. El citoplasma  se designa como sarcoplasma y la membrana celular como sarcolema.  El citoplasma está lleno de miofibrillas formadas por filamentos de actina y miosina alternados que al deslizarse entre sí le dan a la célula capacidad contráctil. Como  las células musculares son mucho más largas que anchas, a menudo se llaman fibras musculares, pero no por esto deben confundirse con la sustancia intercelular forme, es decir, las fibras colágenas, reticulares y elásticas, pues estas últimas no están vivas.
Dependiendo de su localización y diferentes características estructurales, el tejido muscular se divide en tres tipos: tejido muscular esquelético, tejido muscular cardiaco y tejido muscular liso. El músculo esquelético puede contraerse o relajarse de forma voluntaria, mientras que el músculo liso y el cardiaco se contraen de forma involuntaria o automática.

## Tipos de tejidos musculares

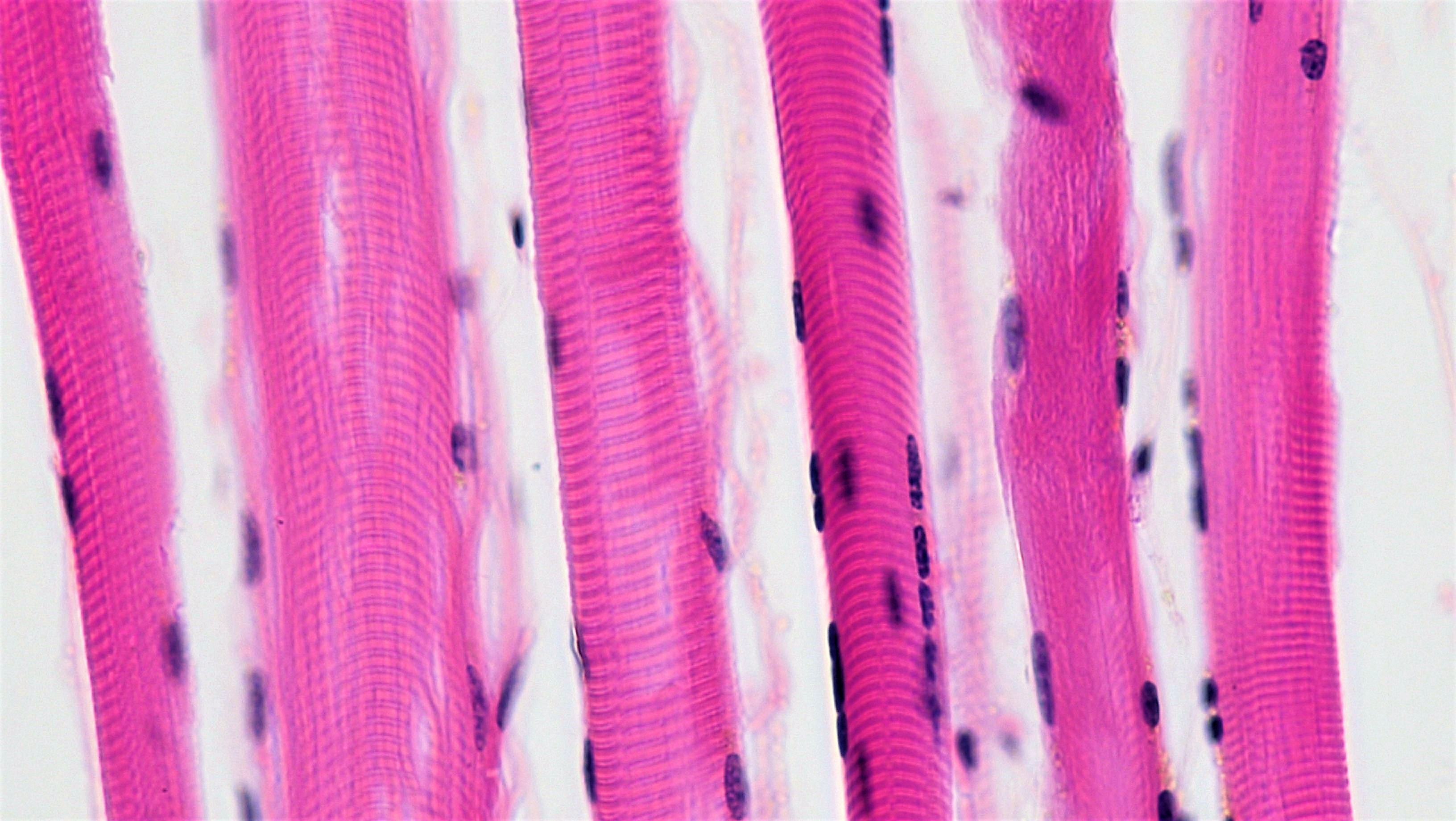
Imagen al microscopio óptico del músculo esquelético.

El latido del corazón se produce por la contracción del músculo cardíaco.

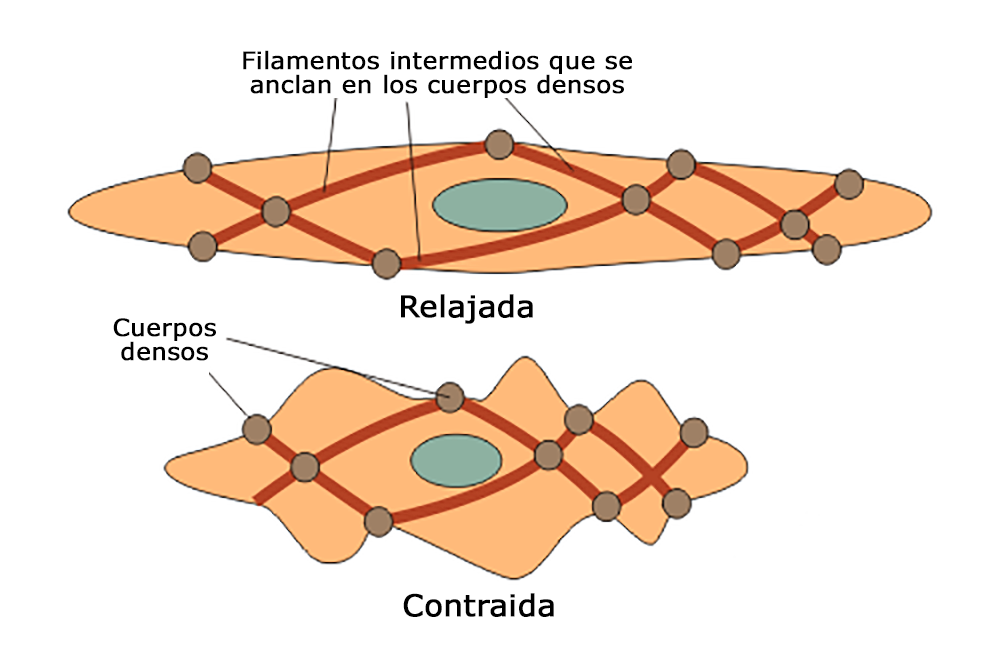
Proceso de contracción de una célula de músculo liso.

Basándose en factores estructurales y funcionales existen tres tipos de tejido muscular: esquelético, cardíaco y liso. El músculo esquelético está bajo el control de la mente (músculo voluntario), mientras que el músculo cardiaco y liso son involuntarios pues se contraen de manera automática sin intervención de la voluntad. En el aspecto estructural, puede mostrar bandas transversales regulares a lo largo de las fibras (músculo estriado) o no (músculo no estriado). El músculo esquelético y el cardíaco son estriados, mientras que el músculo liso es no estriado.
- Músculo esquelético: está compuesto por células con varios núcleos (multinucleadas) largas (hasta 30 cm) y cilíndricas que se contraen para facilitar el movimiento del cuerpo y de sus partes. Sus células presentan gran cantidad de mitocondrias. Las proteínas contráctiles se disponen de forma regular en bandas oscuras (principalmente miosina pero también actina) o claras (actina).[2]
- Músculo cardíaco:  está compuesto por células musculares cardíacas o miocardiocitos. Forman parte de la pared del corazón. Son células alargadas y ramificadas, con un núcleo central. El sarcoplasma que rodea al núcleo presenta numerosas mitocondrias, gránulos de glucógeno y pigmentos de lipofuscina. La mayor parte del citoplasma está ocupado por miofibrillas de disposición longitudinal con el mismo patrón estriado del músculo esquelético. Las células de este tejido poseen núcleos únicos y centrales, y también forman uniones terminales altamente especializadas denominadas discos intercalares, que facilitan la conducción del impulso nervioso.
- Músculo liso: se encuentra en las paredes de las vísceras huecas y en la mayor parte de los vasos sanguíneos. Sus células son fusiformes y no presentan estriaciones ni un sistema de túbulos. Son células mononucleadas con el núcleo en la posición central. La contracción del músculo liso tiene muchas funciones en el organismo y no está controlada de forma consciente, sino automática a través del sistema nervioso simpático, parasimpático y sustancias químicas circulantes.[1][3]

## Miocito
El miocito o fibra muscular tiene una estructura microscópica característica. La membrana celular se llama sarcolema y el citoplasma sarcoplasma. Los orgánulos tienen nombres diferentes a los del resto de los tejidos; el retículo endoplásmico liso se llama retículo sarcoplásmico liso; y las mitocondrias sarcosomas. A la unidad anatómica y funcional se la denomina sarcómero.  
Cada fibra contiene numerosas miofibrillas orientadas longitudinalmente. Las miofibrillas contienen filamentos formados por proteínas contráctiles que hacen posible que la fibra se acorte o alargue. La disposición de los filamentos es alternante entre los más gruesos formados por miosina y otros más finos compuestos de actina. Ambos tipos se imbrican, de tal forma que cada filamento fino se ubica entre dos gruesos y viceversa. El desplazamiento de los filamentos entre sí permite que la fibra se acorte o alargue generando movimiento.
Cada fibra muscular contiene entre cientos y miles de miofibrillas. Cada miofibrilla está formada por 3500 filamentos de miosina y 1500 de actina.  
Se llama unidad motora al conjunto de varias fibras musculares que responden al unísono tras el estímulo de una neurona motora. El número de fibras por unidad motora es muy variable, por término medio alrededor de 150, pero solo entre 3 y 6  en los pequeños músculos que realizan los delicados movimientos del ojo. Cuando una unidad motora se activa, se contraen simultáneamente todas las fibras que la componen, siguiendo la ley del todo o nada.

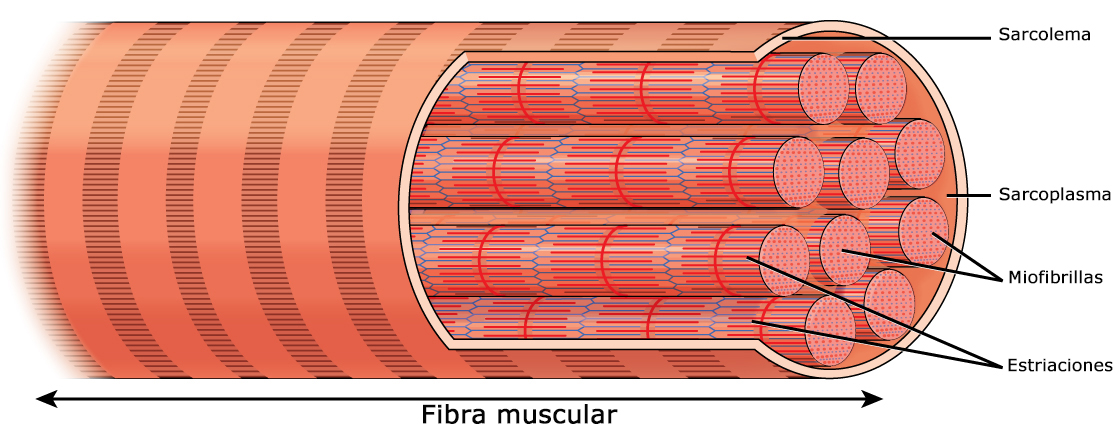
Estructura de una fibra muscular (músculo estriado o voluntario)

### Tipos de fibras musculares
Las fibras musculares que forman el músculo estriado o voluntario son de dos tipos principales: 
- Tipo I,  también  llamadas lentas  o  rojas,  están especializadas en contracciones potentes, lentas y duraderas en el tiempo. Disponen de gran cantidad de mioglobina y numerosas mitocondrias.[4]
- Tipo II, también llamadas rápidas o pálidas. Se encargan de movimientos más rápidos y precisos. Tienen menos mioglobina que las de tipo I y el número de mitocondrias es menor por lo que se fatigan con facilidad.[4]

## Funciones del tejido muscular

Mecanismo de contracción en el músculo estriado.

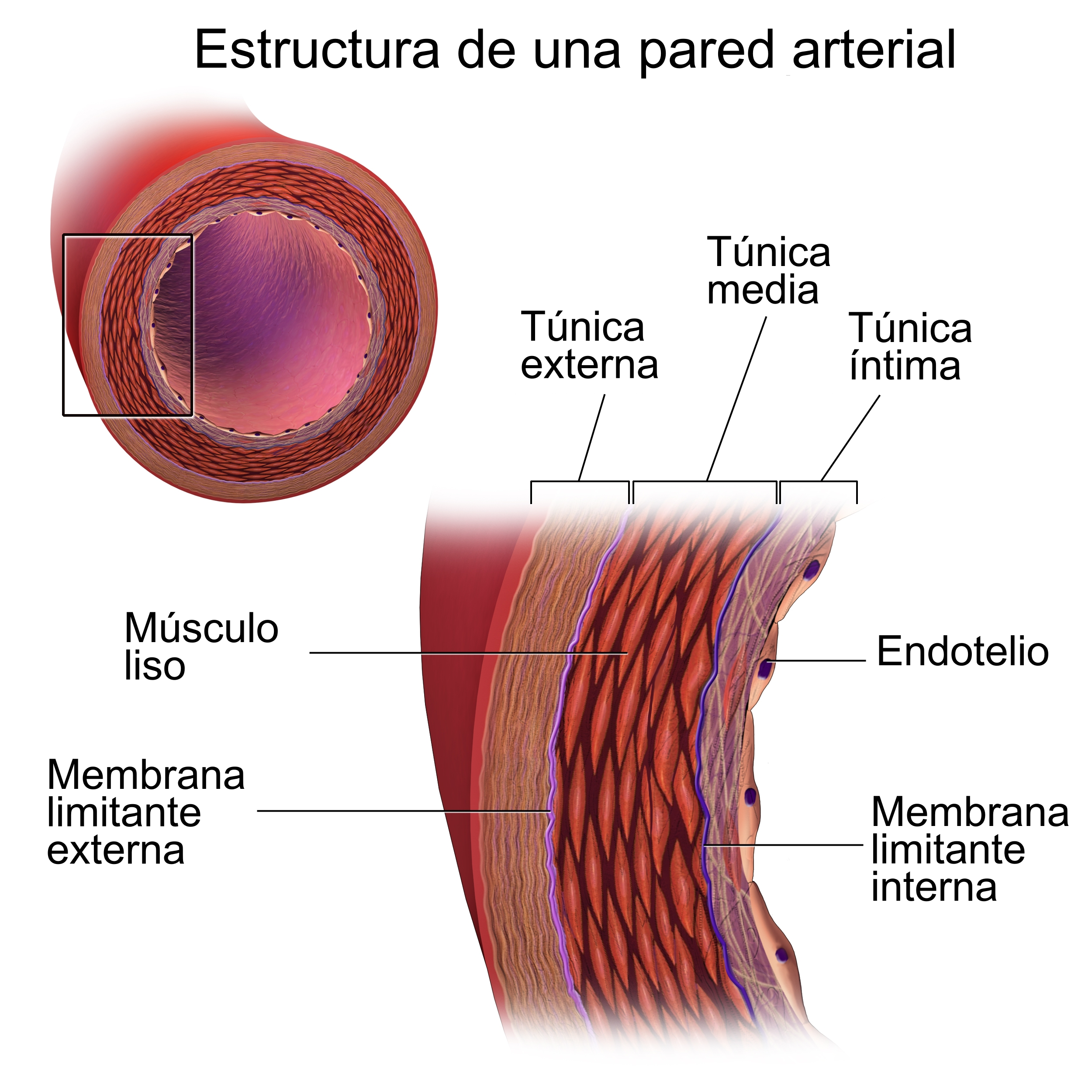
Estructura de la pared de una arteria. Puede observarse túnica media formada por músculo liso.

El tejido muscular genera los movimientos del organismo, tanto los voluntarios como los involuntarios. Mantiene la postura, genera calor y sirve como protección de otros órganos.
- El músculo esquelético representa la mayor parte del tejido muscular del organismo humano. Es responsable de todos los movimientos corporales voluntarios, tanto de las extremidades como del tronco. También hace posible la mímica facial, el movimiento de la lengua y el del ojo en todas direcciones.[1]
- El músculo liso se encuentra en las paredes de los vasos sanguíneos y en las paredes de muchas vísceras internas. 
  - La contracción de los músculos del intestino, estómago y esófago permite que el bolo alimenticio progrese por el tubo digestivo.
  - La musculatura lisa del útero genera las contracciones de este órgano durante el parto.
  - El músculo liso de las paredes de los vasos sanguíneos hace que estos disminuyan de calibre (vasoconstricción) o se dilaten (vasodilatación) dependiendo de las necesidades.
  - La musculatura lisa de la pared de la vejiga urinaria provoca la micción.
  - El músculo esfínter del iris hace que la pupila se contraiga y el músculo dilatador del iris que la pupila se dilate para facilitar la visión nocturna.
- El músculo cardíaco hace posible los movimientos del corazón que se contrae regularmente para impulsar la sangre a través del sistema circulatorio.[6]